# Championnat du monde d'échecs junior
Pour le championnat du monde des moins de dix-huit ans, voir Championnat du monde d'échecs de la jeunesse. Pour les autres championnats du monde d'échecs, voir Championnat du monde d'échecs (homonymie).

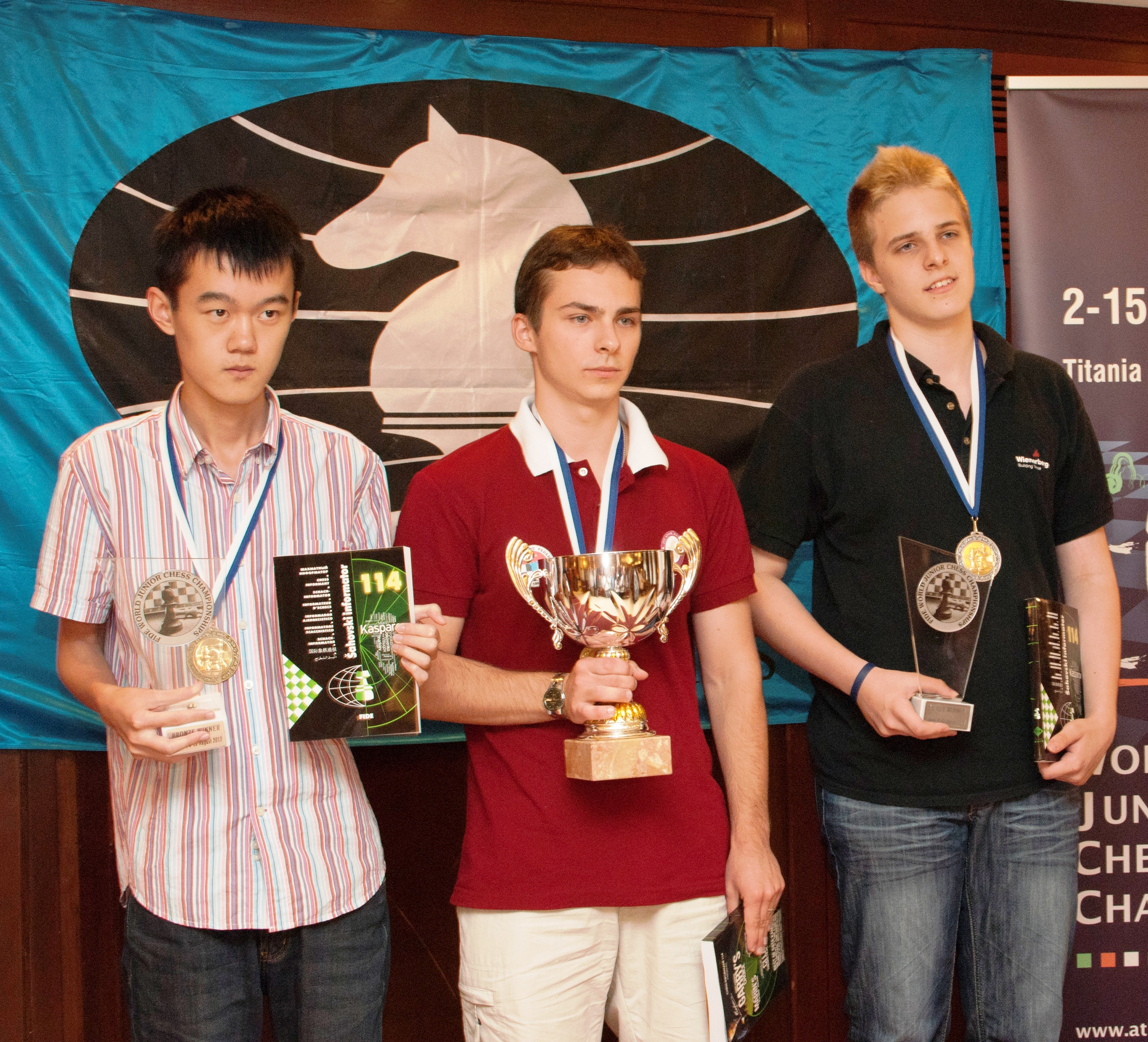
Le podium du championnat du monde junior en 2012 : Ding Liren (bronze), Aleksandr Ipatov (or) et Richárd Rapport (argent).

Le championnat du monde d'échecs junior est une compétition annuelle réservée aux jeunes joueurs qui ont moins de 20 ans au 1er janvier de l'année en cours. Elle est organisée par la Fédération internationale des échecs (FIDE).

## Historique

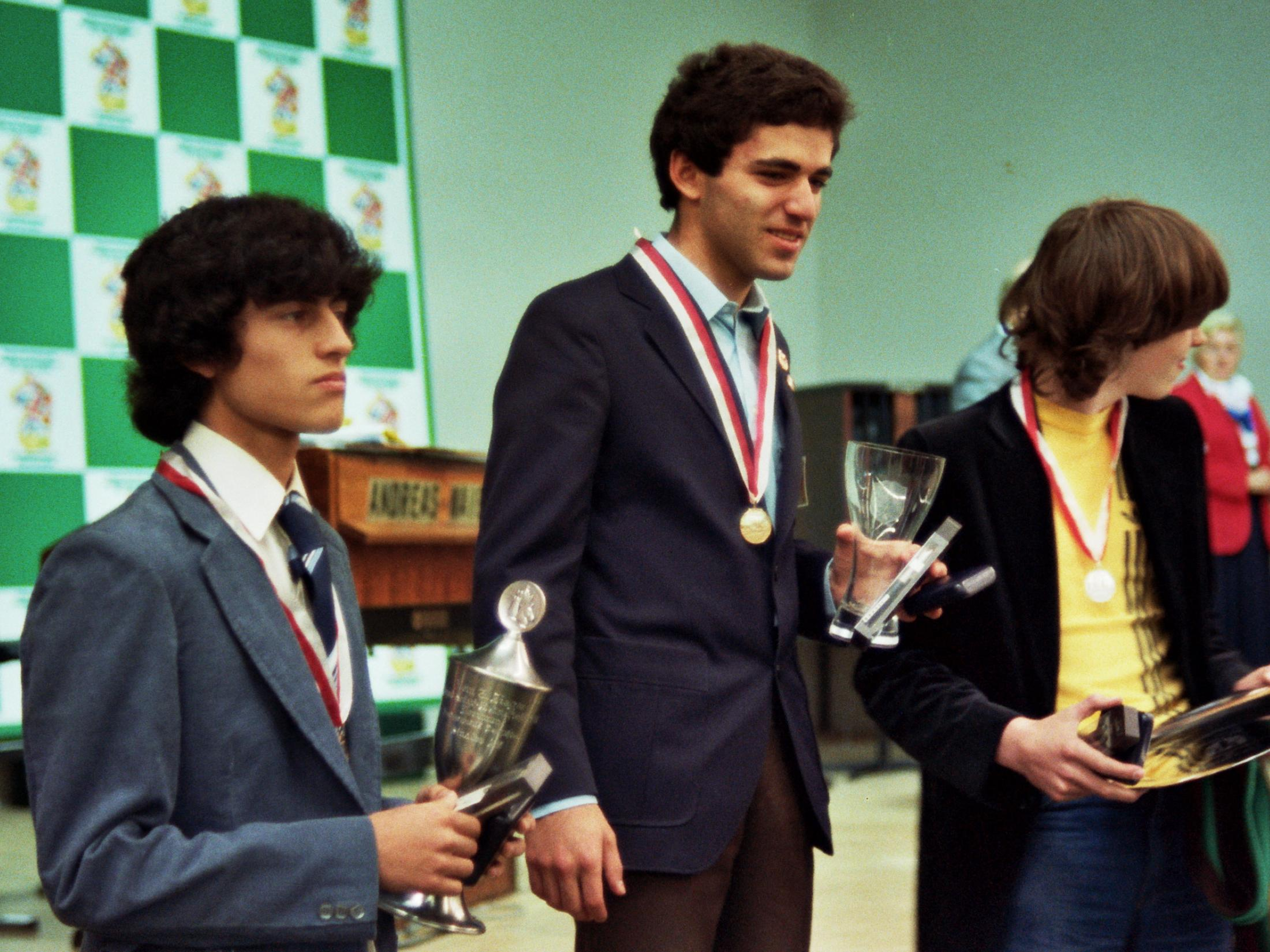
Le podium du championnat du monde de 1980 : Ivan Morovic (bronze), Garry Kasparov (or) et Nigel Short (argent).

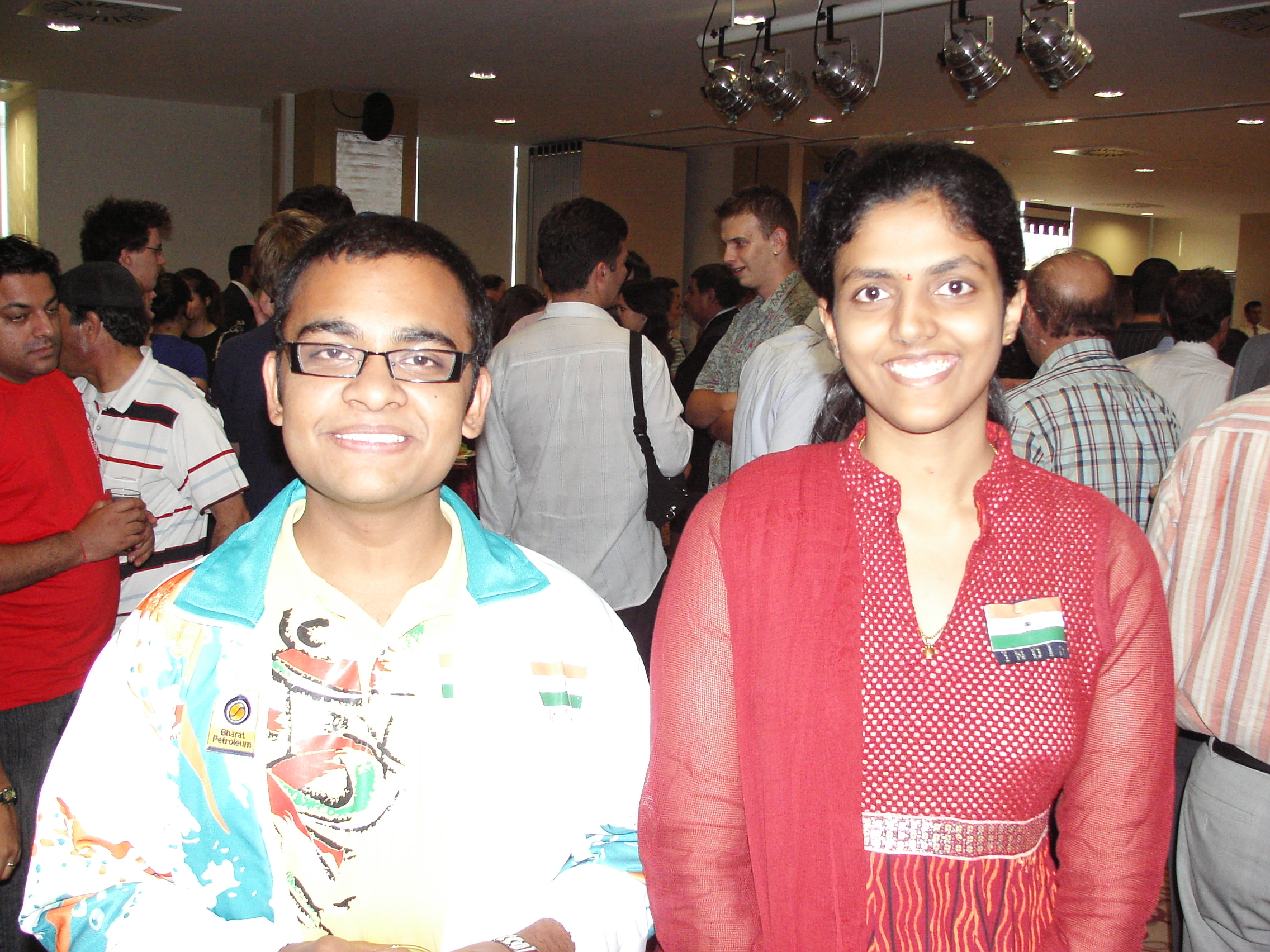
Les vainqueurs du championnat du monde de 2008 : Gupta et Dronavali.

Le championnat du monde junior eut lieu pour la première fois en 1951 à Birmingham à l'initiative du Britannique William Ritson-Morry. Il a ensuite été organisé tous les deux ans jusqu'en 1973 où il est devenu annuel. Depuis 1983, une compétition féminine est également organisée.
Chaque fédération membre de la FIDE peut choisir un représentant, sauf pour le pays hôte qui peut en choisir deux. Certains joueurs accèdent à la compétition en fonction de leur classement Elo ou de leur résultat dans l'édition précédente. Depuis 1975, le format du tournoi est un système suisse.
À l'origine, le vainqueur recevait le titre de maître international. Actuellement, le vainqueur du tournoi reçoit le titre de grand maître international (ou grand maître international féminin pour le tournoi féminin), les deuxième et troisième reçoivent le titre de maître international (mixte ou féminin).
Cinq gagnants de ce tournoi sont devenus champions du monde d'échecs : chez les femmes Zhu Chen (victorieuse par deux fois), et chez les hommes : les Russes Boris Spassky, Anatoli Karpov, Garry Kasparov et l'Indien Viswanathan Anand.

## Palmarès masculin (1951-1982)
| Édition Année | Édition Année | Lieu                   | Champion            | Fédération       | Deuxième             | Troisième              |
| ------------- | ------------- | ---------------------- | ------------------- | ---------------- | -------------------- | ---------------------- |
| 1             | 1951          | Coventry et Birmingham | Borislav Ivkov      | Yougoslavie      | Malcolm Barker       | Raúl Ceferino Cruz     |
| 2             | 1953          | Copenhague             | Óscar Panno         | Argentine        | Klaus Darga          | Borislav Ivkov         |
| 3             | 1955          | Anvers                 | Boris Spassky       | Union soviétique | Edmar Mednis         | Miguel Farré Mallofré  |
| 4             | 1957          | Toronto                | William Lombardy    | États-Unis       | Mathias Gerusel (de) | Alexander Jongsma      |
| 5             | 1959          | Münchenstein           | Carlos Bielicki     | Argentine        | Josif Stefanov       | David Rumens           |
| 6             | 1961          | La Haye                | Bruno Parma         | Yougoslavie      | Florin Gheorghiu     | Aleksandr Kouindji     |
| 7             | 1963          | Vrnjacka Banja         | Florin Gheorghiu    | Roumanie         | Michal Janata        | Bojan Kurajica         |
| 8             | 1965          | Barcelone              | Bojan Kurajica      | Yougoslavie      | Robert Hartoch (en)  | Vladimir Toukmakov     |
| 9             | 1967          | Jérusalem              | Julio Kaplan        | Porto Rico       | Raymond Keene        | Jan Timman             |
| 10            | 1969          | Stockholm              | Anatoli Karpov      | Union soviétique | András Adorján       | Aurel Urzicǎ (pl)      |
| 11            | 1971          | Athènes                | Werner Hug          | Suisse           | Zoltán Ribli         | Kenneth Rogoff         |
| 12            | 1973          | Tjentište              | Aleksandr Beliavski | Union soviétique | Tony Miles           | Michael Stean          |
| 13            | 1974          | Manille                | Tony Miles          | Angleterre       | Roy Dieks            | Slavoljub Marjanović   |
| 14            | 1975          | Tjentiste              | Valeri Tchekhov     | Union soviétique | Larry Christiansen   | Jonathan Mestel        |
| 15            | 1976          | Groningue              | Mark Diesen         | États-Unis       | Ľubomír Ftáčnik      | Nir Grinberg           |
| 16            | 1977          | Innsbruck              | Arthur Youssoupov   | Union soviétique | Alonso Zapata        | Petar Popović          |
| 17            | 1978          | Graz                   | Sergueï Dolmatov    | Union soviétique | Arthur Youssoupov    | Jens Ove Fries-Nielsen |
| 18            | 1979          | Skien                  | Yasser Seirawan     | États-Unis       | Aleksandr Tchernine  | Predrag Nikolić        |
| 19            | 1980          | Dortmund               | Garry Kasparov      | Union soviétique | Nigel Short          | Iván Morovic           |
| 20            | 1981          | Mexico                 | Ognjen Cvitan       | Yougoslavie      | Jaan Ehlvest         | Nigel Short            |
| 21            | 1982          | Groningue              | Andreï Sokolov      | Union soviétique | Igor Štohl           | Joel Benjamin          |

## Palmarès mixte depuis 1983
| Édition Année | Édition Année | Lieu             | Champion               | Fédération  | Deuxième             | Troisième              |
| ------------- | ------------- | ---------------- | ---------------------- | ----------- | -------------------- | ---------------------- |
| 22            | 1983          | Belfort          | Kiril Georgiev         | Bulgarie    | Valeri Salov         | Saeed-Ahmed Saeed      |
| 23            | 1984          | Kiljava          | Curt Hansen            | Danemark    | Alekseï Dreïev       | Kiril Georgiev         |
| 24            | 1985          | Charjah          | Maxim Dlugy            | États-Unis  | Pavel Blatný (en)    | Josef Klinger (de)     |
| 25            | 1986          | Gausdal          | Walter Arencibia       | Cuba        | Simen Agdestein      | Ferdinand Hellers      |
| 26            | 1987          | Baguio           | Viswanathan Anand      | Inde        | Vassili Ivantchouk   | Grigori Serper         |
| 27            | 1988          | Adelaïde         | Joël Lautier           | France      | Vassili Ivantchouk   | Grigori Serper         |
| 28            | 1989          | Tunja            | Vassil Spassov         | Bulgarie    | Jacek Gdański        | Mikhaïl Oulybine       |
| 29            | 1990          | Santiago         | Ilia Gourevitch        | États-Unis  | Alekseï Chirov       | Vladimir Akopian       |
| 30            | 1991          | Mamaia           | Vladimir Akopian       | Arménie     | Mikhaïl Oulybine     | Sergei Tiviakov        |
| 31            | 1992          | Buenos Aires     | Pablo Zarnicki         | Argentine   | Vadim Milov          | George Michelakis (de) |
| 32            | 1993          | Kozhikode        | Igor Miladinović       | Yougoslavie | Vlastimil Babula     | Sergueï Roublevski     |
| 33            | 1994          | Caiobá           | Helgi Grétarsson       | Islande     | Zsófia Polgár        | Giovanni Vescovi       |
| 34            | 1995          | Halle            | Roman Slobodjan        | Allemagne   | Alexander Onischuk   | Hugo Spangenberg       |
| 35            | 1996          | Medellín         | Emil Sutovsky          | Israël      | Zhang Zhong          | Zoltán Gyimesi         |
| 36            | 1997          | Żagań            | Tal Shaked             | États-Unis  | Vigen Mirumian (pl)  | Hristos Banikas        |
| 37            | 1998          | Kozhikode        | Darmen Sadvakassov     | Kazakhstan  | Zhang Zhong          | Hristos Banikas        |
| 38            | 1999          | Erevan           | Aleksandr Galkine      | Russie      | Rustam Qosimjonov    | Karen Asrian           |
| 39            | 2000          | Erevan           | Lázaro Bruzón          | Cuba        | Kamil Mitoń          | Karen Asrian           |
| 40            | 2001          | Athènes          | Péter Ács              | Hongrie     | Merab Gagounachvili  | Levon Aronian          |
| 41            | 2002          | Goa              | Levon Aronian          | Arménie     | Luke McShane         | Surya Ganguly          |
| 42            | 2003          | Nakhitchevan     | Shakhriyar Mamedyarov  | Azerbaïdjan | Sergueï Azarov       | Aleksandr Zoubov       |
| 43            | 2004          | Cochin           | Pentala Harikrishna    | Inde        | Tigran L. Petrossian | Zhao Jun               |
| 44            | 2005          | Istanbul         | Shakhriyar Mamedyarov  | Azerbaïdjan | Ferenc Berkes        | Evgueni Alekseïev      |
| 45            | 2006          | Erevan           | Zaven Andriasian       | Arménie     | Nikita Vitiugov      | Youriï Kryvoroutchko   |
| 46            | 2007          | Erevan           | Ahmed Adly             | Égypte      | Ivan Popov           | Wang Hao               |
| 47            | 2008          | Gaziantep        | Abhijeet Gupta         | Inde        | Parimarjan Negi      | Arik Braun             |
| 48            | 2009          | Puerto Madryn    | Maxime Vachier-Lagrave | France      | Siarheï Jyhalka      | Michał Olszewski (en)  |
| 49            | 2010          | Chotowa          | Dmitri Andreïkine      | Russie      | Sanan Siouguirov     | Dariusz Świercz        |
| 50            | 2011          | Chennai          | Dariusz Świercz        | Pologne     | Robert Hovhannissian | Sahaj Grover           |
| 51            | 2012          | Athènes          | Alexander Ipatov       | Turquie     | Richárd Rapport      | Ding Liren             |
| 52            | 2013          | Izmit            | Yu Yangyi              | Chine       | Alexander Ipatov     | Vidit Santosh Gujrathi |
| 53            | 2014          | Pune             | Lu Shanglei            | Chine       | Wei Yi               | Vladimir Fedosseïev    |
| 54            | 2015          | Khanty-Mansiïsk  | Mikhaïl Antipov        | Russie      | Jan-Krzysztof Duda   | Matthias Blübaum       |
| 55            | 2016          | Bhubaneswar,     | Jeffery Xiong          | États-Unis  | Vladislav Artemiev   | S. L. Narayanan        |
| 56            | 2017          | Tarvisio         | Aryan Tari             | Norvège     | Manuel Petrossian    | Aravindh Chithambaram  |
| 57            | 2018          | Gebze            | Parham Maghsoodloo     | Iran        | Abhimanyu Puranik    | Sergueï Lobanov        |
| 58            | 2019          | New Delhi        | Evgueni Chtembouliak   | Ukraine     | Shant Sargsian       | Aram Hakobian          |
| 59            | 2022          | Dorgali          | Abdulla Gadimbayli     | Azerbaïdjan | Ádám Kozák           | Nikolozi Kacharava     |
| 60            | 2023          | Mexico           | Marc'Andria Maurizzi   | France      | Arseni Nesterov      | Luka Budisavljević     |
| 61            | 2024          | GIFT-City        | Kazybek Nogerbek       | Kazakhstan  | Emin Ohanian         | Luka Budisavljević     |
| 62            | 2025          | Petrovac na Moru | Pranav Venkatesh       | Inde        | Matic Lavrencic      | Elham Amar             |

## Palmarès féminin depuis 1982
| Édition Année | Édition Année | Lieu              | Championne              | Fédération       |
| ------------- | ------------- | ----------------- | ----------------------- | ---------------- |
| 1             | 1982          | Senta             | Agnieszka Brustman      | Pologne          |
| 2             | 1983          | Mexico            | Flioura Khassanova      | Union soviétique |
| 3             | 1985          | Dobrna            | Ketevan Arakhamia       | Union soviétique |
| 4             | 1986          | Gausdal           | Ildikó Mádl             | Hongrie          |
| 5             | 1987          | Baguio            | Camilla Baginskaite     | Union soviétique |
| 6             | 1988          | Adelaide          | Alissa Galliamova       | Union soviétique |
| 7             | 1989          | Tunja             | Ketino Kachiani         | Union soviétique |
| 8             | 1990          | Santiago du Chili | Ketino Kachiani         | Union soviétique |
| 9             | 1991          | Mamaia            | Nataša Bojković         | Yougoslavie      |
| 10            | 1992          | Buenos Aires      | Krystyna Dąbrowska      | Pologne          |
| 11            | 1993          | Kozhikode         | Nino Khourtsidzé        | Géorgie          |
| 12            | 1994          | Caiobá            | Zhu Chen                | Chine            |
| 13            | 1995          | Halle             | Nino Khourtsidze        | Géorgie          |
| 14            | 1996          | Medellín          | Zhu Chen                | Chine            |
| 15            | 1997          | Żagań             | Harriet Hunt            | Angleterre       |
| 16            | 1998          | Kozhikode         | Hoang Thanh Trang       | Viêt Nam         |
| 17            | 1999          | Erevan            | María Kouvátsou         | Grèce            |
| 18            | 2000          | Erevan            | Xu Yuanyuan             | Chine            |
| 19            | 2001          | Athènes           | Humpy Koneru            | Inde             |
| 20            | 2002          | Goa               | Zhao Xue                | Chine            |
| 21            | 2003          | Nakhitchevan      | Nana Dzagnidzé          | Géorgie          |
| 22            | 2004          | Cochin            | Ekaterina Korbout       | Russie           |
| 23            | 2005          | Istanbul          | Elisabeth Pähtz         | Allemagne        |
| 24            | 2006          | Erevan            | Shen Yang               | Chine            |
| 25            | 2007          | Erevan            | Vera Nebolsina          | Russie           |
| 26            | 2008          | Gaziantep         | Harika Dronavalli       | Inde             |
| 27            | 2009          | Puerto Madryn     | Swaminathan Soumya      | Inde             |
| 28            | 2010          | Chotowa           | Anna Mouzytchouk        | Slovénie         |
| 29            | 2011          | Chennai           | Deysi Cori              | Pérou            |
| 30            | 2012          | Athènes           | Guo Qi                  | Chine            |
| 31            | 2013          | Izmit             | Aleksandra Goriatchkina | Russie           |
| 32            | 2014          | Pune              | Aleksandra Goriatchkina | Russie           |
| 33            | 2015          | Khanty-Mansiïsk   | Nataliïa Bouksa         | Ukraine          |
| 34            | 2016          | Bhubaneswar       | Dinara Saduakassova     | Kazakhstan       |
| 35            | 2017          | Tarvisio          | Zhansaya Abdumalik      | Kazakhstan       |
| 36            | 2018          | Gebze             | Aleksandra Maltsevskaïa | Russie           |
| 37            | 2019          | New Delhi         | Polina Chouvalova       | Russie           |
| 38            | 2022          | Dorgali           | Govhar Beydullayeva     | Azerbaïdjan      |
| 39            | 2023          | Mexico            | Candela Francisco       | Argentine        |
| 40            | 2024          | GIFT-City         | Divya Deshmukh          | Inde             |
| 41            | 2025          | Petrovac na Moru  | Anna Choukhman          | FIDE             |